# Persona grata
Pour les articles homonymes, voir Persona.

Persona grata (au pluriel personæ gratæ), du latin signifiant littéralement « personne étant la bienvenue »,  est une locution utilisée en diplomatie avec un sens juridique précis aussi en usage dans le langage courant. Elle s'oppose à persona non grata (au pluriel personæ non gratæ).